# La Scène sur Saône
 (mai 2016).
Si vous disposez d'ouvrages ou d'articles de référence ou si vous connaissez des sites web de qualité traitant du thème abordé ici, merci de compléter l'article en donnant les références utiles à sa vérifiabilité et en les liant à la section « Notes et références ».
La Scène sur Saône fut une école lyonnaise,  qui dispensa des cours de théâtre et d'écriture de scénario, de 1998 à 2020. Elle fut dirigée par Didier Vignali qui, en 1999, en collaboration avec Valérie Matillat (administratrice) décida de créer Le Croiseur, lieu de répétition, de formation et de diffusion axé sur l'émergence artistique et la jeune création.
À l'origine, La Scène sur Saône a été fondée par un groupe d'artistes, soucieux d'ouvrir un nouvel espace d'expression et de formation destiné aux aspirants comédiens et créateurs. Les fondateurs: Ursus Gruninger (comédien, scénographe), Loïc Constantin (peintre et décorateur), Juliette Beauviche (danseuse , chorégraphe), Laurent Soubise (danseur chorégraphe), Franck Pitiot (ingénieur du son et comédien), Patrick Fiche (graphiste et comédien), Jean-Pierre Bacri (scénariste et acteur), Didier Vignali (auteur, comédien, metteur en scène).
L'école a été intégrée à l'association Scène 7 en février 2010, association qui comprenait également un lieu de création artistique et de spectacle, Le Croiseur qui accueillait également, en tant que « Scène Découvertes Danse » (à partir de 2005), des jeunes compagnies de danse contemporaine, de hip-hop, etc. Le Croiseur mit en place dès 2006 la Biennale Off de la Biennale de la danse de Lyon, transformée en 2016 en Croisements Chorégraphiques du Croiseur.
Dès 1998, Jean-Pierre Bacri et Agnès Jaoui (parrain et marraine de la structure) ainsi que Jean-Pierre Darroussin et Sam Karmann ont animé des masterclass pour les élèves de la Scène sur Saône. Sont passés par l'école, des auteurs et autrices interprètes tels que Vincent Dedienne, Riad Ghami, Salim Kechiouche, Marlène Saldana, Sahra Daugreilh, Maryline Fontaine, Stanislas Roquette, Rafaël Defour, Marianne Pommier, Tommy Luminet, Hicham Maaroufi, Carl Miclet, Floriane Durin, Adrien Perez, François Herpeux, Grégory Truchet, Fehmi Karaarslan, Antoine Descanvelle, Gilles Galdéano, Thédore Carriqui, Vincent Portal, Rémy Piaseczny...
Les principaux intervenants de cette école ont été: Harry Holtzman, Heinzi Lorenzen, Salvadora Parras, Jean-Louis Robert, Paul-André Sagel, Norbert Aboudarham, Julio Guerreiro, Antoine Descanvelle, Jean-Marc Avocat, Christian Taponnard, Irénée Panizzi, Yacine Perret, Samir Hachichi, Frédéric Sauzay (vidéo), Jean-Marie Roth (écriture de scénario), Cyril Casmèze et Didier Vignali.

## Les Formations
La Scène sur Saône proposa des formations de niveau professionnel en art dramatique et aussi sur le registre de l'art burlesque et clownesque.
Elle fut pionnière dès 2000 en matière de cours d'écriture scénaristique, grâce aux stages intensifs dirigés par Fabienne Gantin et menés par Jean-Marie Roth. En 2010-2012 un département nommé FILMOTS (2010-2012) à vocation professionnelle fut créé à l'initiative de Didier Vignali et d'Olivier Cholez.

## Les Festivals
- Le FRAKO, festival de théâtre clownesque et burlesque créé par Didier Vignali et Heinzi Lorenzen en 2005
- Le festival des États Généreux, festival organisé par les élèves des classes professionnelles
- Le festival SuperÉros créé par Didier Vignali en 2008
- Biennale Off de la danse de 2006 à 2016

## Accessibilité
L'école était située dans le 7e arrondissement de Lyon au 4 rue Croix Barret, lieu dit Le Croiseur.
- En métro : ligne B, arrêt place Jean Jaurès
- En bus : C7 et PL4, arrêt place Jean Jaurès
- Station Vélo'v : Jean Jaurès